# Romualdo Silva Cortés
Romualdo Silva Cortés (La Serena, 1880 – Santiago, 8 de enero de 1958). Abogado y político chileno. Hijo de don Romualdo Silva Prado y doña Julia Cortés Campino. Contrajo matrimonio con Virginia Stevenson y en segundas nupcias con Ana Maud Wadehouse.
Educado en el Colegio San Pedro Nolasco y en la Facultad de Derecho de la Universidad de Chile, donde egresó de abogado en 1900, tras algunos perfeccionamientos en Inglaterra y Francia. 
- Profesor de Derecho Civil (1901-1912) y de Derecho Procesal (1905-1920), ambos cargos los desempeñó en la Pontificia Universidad Católica de Chile.

Secretario ad-honorem ante la Santa Sede (1902), fue secretario de la sección de ciencias jurídicas del Congreso Científico Panamericano de 1905. 
- Consejero de Estado (1915) y participó de la Comisión Redactora de la Constitución de 1925.

- Militante del Partido Conservador, fue miembro de la Junta Directiva y del Directorio General de su colectividad, por la cual fue elegido diputado suplente por la agrupación departamental de Caupolicán, reemplazando a José Pereira Gandarillas, quien falleció en 1911.

- Diputado propietario por Bulnes y Yungay (1915-1918). Formó parte de la Comisión Permanente de Gobierno, Legislación Social y Policía Interior.

- Diputado por Santiago (1918-1921). Integró en estas oportunidades las comisiones permanentes de Legislación Social y Educación.

- Senador suplente por Maule, reemplazando a Arturo Besa Navarro, quien falleció en noviembre de 1921. Silva se incorporó al Senado el 4 de abril de 1922, ocupando el cargo durante el período restante.

- Senador por Talca, Maule y Linares (1926-1932), integró las comisiones permanentes de Relaciones Exteriores y de Constitución, Legislación, Justicia y Reglamento.

- Senador por Arauco, Malleco y Cautín (1933-1941), participando de las comisiones permanentes de Presupuesto, Minería y Fomento Industrial, de Relaciones Exteriores y la de Comercio.

Entre otras actividades, practicó el periodismo en numerosas publicaciones, libros, conferencias y otras colaboraciones en periódicos y revistas, no solo en Chile, sino también en el extranjero. Fue uno de los primeros redactores en El Diario Austral de Temuco.
Miembro del Club de La Unión desde 1902. Vicepresidente y Presidente del Colegio de Abogados de Chile (1914-1920). Condecorado con la Gran Cruz y Placa de la Orden Pontificia de San Gregorio Magno y condecorado por el Rey de Inglaterra.